# آلاین بتنکورت
آلاین ام. بتنکورت یک زیست‌شیمی‌دان آمریکایی است، و دانشیار پزشکی و میکروبیولوژی در دانشگاه تولین است. بتنکورت روی توسعه درمان‌های مبتنی بر سلول بنیادی مزانشیمی (MSC) کار می‌کند، و مدیر علمی و بنیان‌گذار دو شرکت است که با هدف تولید محصولات بالینی با استفاده از این فناوری فعالیت می‌کنند.

## تحصیلات
او مدرک کارشناسی علوم خود را در رشته زیست‌شیمی از دانشگاه تولین و مدرک دکترای خود را در رشته میکروبیولوژی از دانشگاه جورج‌تاون دریافت کرد و دوره پسادکترای خود را در مؤسسه ملی سلامت–مؤسسه ملی سرطان گذراند. او در سال ۱۹۹۷ به هیئت علمی دانشگاه تولین پیوست. او در دو دهه گذشته روی سلول‌های بنیادی مزانشیمی کار کرده است.

## پژوهش
پژوهش‌های بتنکورت بر محیط‌های تومورها تمرکز دارد، از جمله سازوکارهای حسگر اکسیژن، ژن‌هایی که مسیرهای اکسیژن را تنظیم می‌کنند، پروتئین‌های متصل‌شونده به آران‌ای و رگ‌زایی. رگ‌زایی توموری (تشکیل رگ‌های خونی جدید) به تعادل بین عوامل رگ‌زای وابسته به تومور مانند VEGF (عامل رشد اندوتلیال عروقی) بستگی دارد. او با بهره‌گیری از این وابستگی سلول‌های توموری در حال رشد، تلاش کرده است تا هیپوکسی ایجاد کند و این فرایند فیزیولوژیک طبیعی را کنترل کند.

### الگوی جدیدی برای سلول‌های بنیادی مزانشیمی
واترمن، آر.اس. تامچاک، اس.ال. هنکل، اس.ال. بتنکورت، آ.ام. الگوی جدیدی از سلول بنیادی مزانشیمی (MSC): قطبش به سوی فنوتیپ MSC1 التهادی یا MSC2 ایمنی‌سرکوبگر. PLOS ONE. ‏ ۲۰۱۰، آوریل ۲۶؛ ۵(۴): e10088. بنا بر گوگل اسکالر، این مقاله ۹۳۰ بار ارجاع شده است.

### بازسازی ریه با سلول‌های بنیادی مزانشیمی
بانوویلن، آر. دبلیو. دانچاک، اس. سالیوان، دی.ئی. بتنکورت، آ.ام. سمن، ج.ای. ایگل، ام.ئی. مایو، جی.پی. گریگوری، ای.ان. وانگ، جی. تاونلی، آی.کی. برگ، زد.دی. الگوی جانوری غیرانسانی از بازسازی ریه: زدایش سلولی با واسطه مواد شوینده و بازکشت درون‌کشتگاهی اولیه با سلول‌های بنیادی مزانشیمی. Tissue Engineering Part A.‏ ۲۰۱۲، دسامبر ۱؛ ۱۸(۲۳–۲۴): ۲۴۳۷–۵۲. بنا بر گوگل اسکالر، این مقاله ۱۵۷ بار ارجاع شده است.

### تأثیر فنوتیپ‌های MSC بر رشد و متاستاز تومور
واترمن، آر.اس. هنکل، اس.ال. بتنکورت، آ.ام. درمان مبتنی بر MSC1 باعث کاهش رشد تومور می‌شود، درحالی‌که درمان با MSC2 رشد و متاستاز تومور را افزایش می‌دهد. PLOS ONE. ‏ ۲۰۱۲، سپتامبر ۲۰؛ ۷(۹): e45590. بنا بر گوگل اسکالر، این مقاله ۱۵۷ بار ارجاع شده است.

## تجاری‌سازی
بتاکورت بنیان‌گذار شرکت کامنس بیو بود؛ این شرکت در سال ۲۰۱۰ با نام شرکت ویبی‌ورکس تراپیوتیکس تأسیس شد و در سال ۲۰۱۶ نام آن به کامنس بیو تغییر یافت. این شرکت امیدوار است با استفاده از سلول‌های بنیادی مزانشیمی درمان‌هایی برای سرطان و بیماری‌های التهابی توسعه دهد. کار آن‌ها بر بازتنظیم دستگاه ایمنی بیماران با MSC1 و MSC2 متمرکز بود. او با تیمی پژوهشی از جمله روث اس. واترمن همکاری کرد تا فناوری اختصاصی تحریک گیرنده شبه تول (STaRT) را توسعه دهد. این فناوری، سلول‌های بنیادی مزانشیمی را طوری برنامه‌ریزی می‌کند که در نقش ضدتومور (MSC1) یا ضدالتهاب (MSC2) عمل کنند. این فناوری از گیرنده‌های شبه تول (TLR) بهره می‌گیرد؛ مولکول‌هایی طبیعی که دستگاه ایمنی ذاتی بدن برای شناسایی و واکنش به میکروب‌های مهاجم از آن‌ها استفاده می‌کند. فناوری STaRT با تحریک TLR3، سلول‌های MSC2 و با تحریک TLR4، سلول‌های MSC1 تولید می‌کند. این سکو برای درمان سرطان و بیماری‌های التهابی در نظر گرفته شده است. این محصول همچنان در مرحله پیش‌بالینی قرار دارد.
بتاکورت همچنین بنیان‌گذار شرکت ویتابولوس است، که در سال ۲۰۱۸ در سن دیه‌گو تأسیس شد. این شرکت قصد دارد درمان با سلول‌های بنیادی را از طریق قرص‌های حاوی سلول بنیادی که سلول‌های ضدالتهابی را مستقیماً به روده و کولون منتقل می‌کنند، به روشی در دسترس تبدیل کند. پروژه کنونی آن‌ها، نخستین قرص خوراکی حاوی سلول بنیادی برای بیماری کرون است. این محصول نیز همچنان در مرحله پیش‌بالینی قرار دارد.